# Henry Wriothesley, 3. hrabě ze Southamptonu
Henry Wriothesley, 3. hrabě ze Southamptonu (6. října 1573, Cowdray House, Sussex, Anglie – 10. listopadu 1624, Bergen op Zoom, Spojené provincie nizozemské) byl anglický aristokrat. Bývá považován za předobraz Krásného mladíka (Fair youth) ze Sonetů Williama Shakespeara. Ten mu také věnoval své narativní básně Venuše a Adonis a Znásilnění Lukrécie.

## Život
Henry byl jediným synem svých rodičů, dále měl dvě sestry. Otec – Henry Wriothesley, 2. hrabě ze Southamptonu – mu zemřel, když mu bylo osm let. Jeho opatrovníkem se stal anglický státník William Cecil, 1. baron Burghley.
Ve 12 letech začal studovat na St John's College v Cambridge, studia dokončil o čtyři roky později. William Cecil se pak neúspěšně snažil dohodnout jeho sňatek se svou nejstarší vnučkou, Elizabeth de Vere. Byla dítětem jeho dcery Anne Cecil a Edwarda de Vere, 17. hraběte z Oxfordu, který by podle známých teorií mohl být skutečným autorem většiny divadelních her a všech sonetů připisovaných Williamu Shakespearovi.
V roce 1591 básník John Clapham, který pracoval jako úředník pro barona Burghleye, věnoval Henrymu báseň v latině nazvanou Narcissus, ve které přebásnil legendu o krásném mladém muži, kterého zahubí láska k sobě sama. O dva roky později vyšla poprvé báseň Venuše a Adonis s věnováním pro Henryho od Williama Shakespeara.
V srpnu 1598 se Southampton tajně oženil s Elizabeth Vernon, s níž měl nejméně čtyři děti. Spolu se svým nejstarším synem Jamesem byl v roce 1624 vyslán velet vojskům do Nizozemí v bojích proti Španělům. Devatenáctiletý James krátce po příjezdu na místo, dne 5. listopadu 1624, zemřel na horečnaté onemocnění, eventuálně to byl mor. Ze stejných příčin zemřel pět dní poté i jeho otec Henry Wriothesley, 3. hrabě ze Southamptonu.